# Стюарт Макбрайд
Стюарт Макбрайд (на английски: Stuart MacBride) е шотландски писател, автор на произведения в жанровете криминален роман и научна фантастика.

## Биография и творчество
Стюарт Макбрайд е роден на 27 февруари 1969 г. в Дъмбартън, Шотландия. Двегодишен се премества със семейството си в Абърдийн, където израства. Две години учи архитектура в университета „Хериот-Уат“ в Единбург. Напуска университета и работи като графичен дизайнер, уеб-дизайнер и програмист. Заедно с работата си като програмист, вдъхновен от приятели писатели, сам започва да пише, първоначално научна фантастика.
Първият ѝ му роман „Студен гранит“ от поредицата „Логан Макрей“ е издаден през 2005 г. В гранитния град Абърдийн вилнее масов убиец на деца и детектив Логан Макрей трябва бързо да го открие, а и да е достатъчно внимателен, за да не се окаже паредния труп в моргата. Романът става бестселър и получава наградата „Бари“ за най-добър първи криминален роман и библиотечната награда „Дагър“, както и номинации за други награди.
Третият роман от поредицата „Broken Skin“ печели наградата ITV3 за трилър на годината.
През 2009 г. е идаден фантастичният му роман „Halfhead“. Историята се развива в близкото бъдеще в Глазгоу, където след десетилетие на бурни социални катаклизми, причинени от прекомерна виртуална реалност, довели до смъртта на милиони, престъпниците са лоботомизирани и трансформирани в работници. Но скрит сериен убиец организира опасен заговор.
Удостоен е с почетното звание „доктор хонорис кауза“ от университетите „Робърт Гордън“ и „Дънди“.
Стюарт Макбрайд живее със семейството си в Абърдийн.

## Произведения

### Самостоятелни романи
- Halfhead (2009) – като Стюарт Б. Макбрайд
- A Dark So Deadly (2017)
- Now We are Dead (2017)

### Серия „Логан Макрей“ (Logan McRae)
1. Cold Granite (2005)
Студен гранит, изд.: „ИнфоДАР“, София (2007), прев. Петър Тушков
2. Dying Light (2006)
3. Broken Skin (2007) – издаден и като „Bloodshot“
4. Flesh House (2008)
5. Blind Eye (2009)
6. Dark Blood (2010)
7. Shatter the Bones (2011)
8. Close to the Bone (2013)
9. The Missing and the Dead (2015)
10. In the Cold Dark Ground (2016)
11. The Blood Road (2018)
12. All That's Dead (2019)

### Серия „Аш Хендерсън“ (Ash Henderson)
1. Birthdays for the Dead (2012)
2. A Song for the Dying (2013)

### Серия „Логан и Стийл“ (Logan and Steel)
1. Partners in Crime (2012)
2. The 45% Hangover (2014)
3. 22 Dead Little Bodies (2015)
4. 22 Dead Little Bodies and Other Stories (2015)

### Новели
- Sawbones (2008)

### Разкази
- A Finite Number of Typewriters (2006)
- Replacing Max (2014) – с Алън Гътри

### Сборници
- Twelve Days of Winter (2011)
- Bloody Scotland (2017) – с Лин Андерсън, Крис Брукмайър, Ан Клийвс, Дъг Джонстън, Вал Макдърмид, Питър Мей, Денис Мина, Крейг Робъртсън и Сара Шеридан